# Антониу-Кардозу
Антониу-Кардозу (порт. Antônio Cardoso) — муниципалитет в Бразилии, входит в штат Баия. Составная часть мезорегиона Северо-центральная часть штата Баия. Входит в экономико-статистический микрорегион Фейра-ди-Сантана. Население составляет 11 833 человека на 2006 год. Занимает площадь 293,530 км². Плотность населения — 40,4 чел./км².

## Статистика
- Валовой внутренний продукт на 2003 год составляет 23 540 438,00 реалов (данные: Бразильский институт географии и статистики).
- Валовой внутренний продукт на душу населения на 2003 год составляет 2006,00 реалов (данные: Бразильский институт географии и статистики).
- Индекс развития человеческого потенциала на 2000 год составляет 0,647 (данные: Программа развития ООН).